# Pagar Alam (Pagar Gunung)
Pagar Alam is een bestuurslaag in het regentschap Lahat van de provincie Zuid-Sumatra, Indonesië. Pagar Alam telt 257 inwoners (volkstelling 2010).